# حارة بير التبان (صنعاء)
حارة بير التبان هي إحدى حارات حي شعوب بمديرية شعوب إحد مديريات العاصمة اليمنية صنعاء، بلغ تعداد سكانها 10546 نسمة حسب تعداد اليمن لعام 2004.